# St Botolph without Bishopsgate

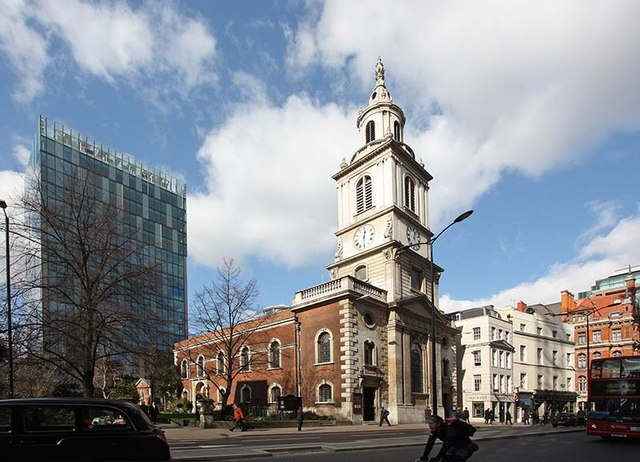
Die Kirche St Botolph without Bishopsgate

St Botolph without Bishopsgate ist eine anglikanische Kirche in London, die sich in der Nähe der Bishopsgate Street befindet. Die Kirche ist dem heiligen Botolph gewidmet, einem angelsächsischen Abt, der im 7. Jahrhundert lebte und als Schutzpatron der Reisenden gilt. St Botolph without Bishopsgate hat eine lange Geschichte, die bis ins 12. Jahrhundert zurückreicht, als sie als Kapelle für die Augustiner des St Mary’s Spital erbaut wurde. Die Kirche ist seit 1950 als Kulturdenkmal der Kategorie Grade II* eingestuft.

## Geschichte
Die Geschichte von St Botolph without Bishopsgate geht auf das 12. Jahrhundert zurück, als die Kirche als Kapelle für die Augustinermönche des St Mary’s Spital erbaut wurde. Der ursprüngliche Bau war eine einfache Kapelle mit einem Dach aus Schilf und Lehmwänden. Im Laufe der Jahrhunderte wurde die Kirche mehrmals umgebaut und erweitert, um den Bedürfnissen der wachsenden Gemeinde gerecht zu werden.
Der Architekt James Gould baute die Kirche im spätbarocken Stil um. Der Turm erhebt sich über der Ostseite als Chorturm mit dem Chorraum im Untergeschoss. Gleichzeitig dient die Ostseite als Fassade zur Straße. Der Chorraum wird an den Seiten von zwei großen Portalen flankiert.
Beim Bombenanschlag in London Bishopsgate 1993 wurde die Kirche schwer beschädigt. Nach mehr als drei Jahren Restaurierungsarbeit wurde die Kirche Anfang 1997 wieder eröffnet.

## Ausstattung
Die Kirche enthält eine Reihe von historischen Kunstwerken, darunter eine Orgel aus dem 18. Jahrhundert. Die Kirche besitzt eine Sammlung von Grabsteinen und Gedenktafeln, die an berühmte Persönlichkeiten erinnern, die in der Kirche begraben sind oder dort Gottesdienste besucht haben. Dazu gehört der englische Dichter John Keats.

## Orgel

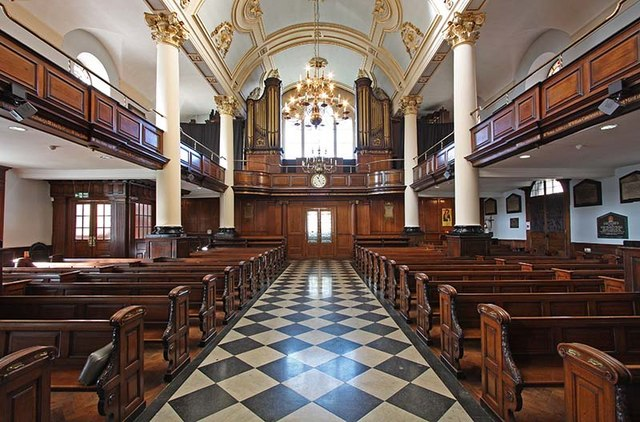
Inneres, Blick zur Orgel

Die 1729 erneuerte Kirche blieb zunächst ohne Orgel. 1764 baute John Byfield ein neues Instrument mit 23 Register auf drei Manualen. 1867 folgte eine Umsetzung von der West- auf die Ostempore und ein Erweiterungsumbau durch Gray and Davison. 1887 erneuerte und vergrößerte Henry Willis das Werk. Bei der Umsetzung auf die Westempore im Jahr 1893 wurde das Hauptgehäuse durch T. C. Lewis & Co in zwei das Fenster flankierende Teile geteilt und der nördliche Teil mit einer elektropneumatischen Traktur ausgestattet. Ein weiterer Umbau erfolgte 1902 durch J. W. Wallker & Sons. Das dreimanualige Instrument umfasste nun 25 Register.
Durch den Bombenanschlag von 1993 wurde die Orgel stark beschädigt und ist seitdem durch elektronische Instrumente ersetzt worden. Derzeit ist ein Orgelneubau durch den US-amerikanischen Orgelbauer Charles B. Fisk geplant. Unter Einbeziehung des Gehäuses von 1893 soll ein zweimanualiges Instrument mit 33 klingenden Registern und 5 Pedal-Extensionen sowie einem Spieltisch unterhalb des Westfenster entstehen. Die geplante Disposition lautet wie folgt:
| I Great C–c4 |                |        |
| 1.           | Bourdon        | 16′    |
| 2.           | Principal      | 8′     |
| 3.           | Harmonic Flute | 8′     |
| 4.           | Spire Flute    | 8′     |
| 5.           | Octave         | 4′     |
| 6.           | Flûte          | 4′     |
| 7.           | Twelfth        | 2 ⁄3′  |
| 8.           | Fifteenth      | 2′     |
| 9.           | Seventeenth    | 1 3⁄5′ |
| 10.          | Mixture IV–VI  |        |
| 11.          | Trommet        | 8′     |
| 12.          | Cromorne       | 8′     |

| II Swell C–c4 |                     |        |
| 13.           | Quintaton           | 16′    |
| 14.           | Violin Diapason     | 8′     |
| 15.           | Viole de gambe      | 8′     |
| 16.           | Voix céleste (ab c) | 8′     |
| 17.           | Stopped Diapason    | 8′     |
| 18.           | Principal           | 4′     |
| 19.           | Flûte octaviante    | 4′     |
| 20.           | Nasard              | 2 ⁄3′  |
| 21.           | Octavin             | 2′     |
| 22.           | Tierce              | 1 3⁄5′ |
| 23.           | Plein Jeu IV        |        |
| 24.           | Basson              | 16′    |
| 25.           | Trompette           | 8′     |
| 26.           | Hautbois            | 8′     |

| Pedal C–g1 |                         |     |
|            | Resultant (Ext. Nr. 28) | 32′ |
| 28.        | Principal Bass          | 16′ |
|            | Bourdon (= Nr. 1)       | 16′ |
| 30.        | Octave                  | 8′  |
|            | Bourdon (Ext. Nr. 1)    | 8′  |
|            | Octave (Ext. Nr. 30)    | 4′  |
| 33.        | Trombone                | 16′ |
|            | Trumpet (Ext. Nr. 33)   | 8′  |

## Gemeindeleben und Aktivitäten
Es werden Gottesdienste und Veranstaltungen für alle Altersgruppen angeboten. 